# Mina Potrerillos
La mina Potrerillos se encuentra entre el pueblo Potrerillos y la Quebrada Asientos, alrededor de 7 km al este de la localidad antes mencionada, en Chile. Se conocen actividades de pequeños mineros en este sector, antes se instaló la faena grande. La producción principal era entre 1926 hasta 1959 de Andes Copper. En total se explotaron de la mina 1.800.000 toneladas de cobre fino.

## Geología
Yacimiento del tipo pórfido cuprífero. Roca intrusiva que intruyó a calizas y areniscas jurásicas. Cuerpo pórfidico muestra una elongación norte a noreste.
Los dimensiones de la mineralización eran 350 m por 600 m con una profundidad de 450 m bajo de la superficie, tenía forma de una medialuna.
Existe una zona de metamorfismo de contacto con biotita actinolita y granate.
- Datos: Q6016823